# Боболя, Андрей
Андре́й Бобо́ля (пол. Andrzej Bobola, бел. Андрэй Баболя; 30 ноября 1591, Страхоцина, Сандомирское воеводство, Речь Посполитая — 16 мая 1657, Янов, Великое княжество Литовское, Речь Посполитая) — польский католический священник, миссионер, член ордена иезуитов.
Убит казаками Богдана Хмельницкого в Янове (ныне Иваново в Белоруссии). Канонизирован в 1938 году папой Пием XI.

## Биография
Андрей Боболя родился в 1591 году в благородной семье, в деревне Страхоцина около города Санок (Польша). В 1611 году в Вильне вступил в Орден иезуитов. В 1616 году окончил Виленскую иезуитскую академию, а в 1622 году Виленскую теологическую академию. В 1622 году рукоположён в священники.
Служил и работал в Несвиже (1623—24), Вильно (1624—30), Бобруйске (1630—33), Плоцке (1633—38), Варшаве и Ломже (1638—42), Пинске (1642—1646). В 1624—1630 годах был проповедником и исповедником в виленском иезуитском костёле Святого Казимира (спустя годы вернулся в Вильну по причине пошатнувшегося здоровья и вновь в 1646—1652 годах служил при церкви Святого Казимира).
Прославился как глубокий знаток произведений греческих отцов Церкви и как способный оратор, что позволяло ему побеждать представителей православной церкви в диспутах и способствовать их переходу в католичество. Пламенно пропагандировал идеи Брестской унии 1596 в Вильно, Бобруйске, Полоцке, Ломже и Пинске, за что был прозван «апостолом Пинщины».
Боболя был автором текста львовских обетов короля Яна Казимира.
16 мая 1657 года во время войны России с Речью Посполитой 1654—67 гг. он был схвачен казаками в деревне Янов-Полесский (ныне Иваново), подвергнут зверским пыткам и замучен. Тело Боболи было перевезено в Пинск и похоронено в костёле Святого Станислава; в 1702 году эксгумировано.

## Мощи
В 1808 году мощи святого были перевезены из Пинска в Полоцк.
23 июня 1922 года мощи были эксгумированы и осмотрены комиссией в соответствии с постановлением Народного комиссариата юстиции РСФСР о всесоюзной ликвидации культа мощей. По заключению экспертов, естественно мумифицированный труп находился на стадии медленного разложения. Советские власти перевезли мощи в Москву, где они были выставлены в музее медицины, как образец «мумии».
В 1924 году мощи переданы миссии Святого Престола, оказывавшей помощь голодающим в России, и вывезены в Рим. В октябре 1923 года Луи Дж.  Галлахеру, иезуитскому священнику, было поручено перевезти останки блаженного Андрея Боболи из Москвы в Рим. Для этого советские власти выдали ему дипломатический паспорт и груз был объявлен дипломатической почтой.
3 октября в музее Петровска в Москве Галлахер в присутствии представителей властей осмотрел гроб с телом блаженного Андрея. Гроб был помещен в деревянный ящик, опломбированный печатями Пия XI и московской таможни.
Дипломатический багаж был погружен в отдельный вагон и отправлен в составе почтового поезда в Одессу. В Брянске к поезду для охраны был прицеплен отряд солдат, чтобы предотвратить возможное нападение бандитов. В Киеве чуть не произошла задержка из-за того, что начальник вокзала отказывался без приказа прицеплять специальный вагон к поезду в Одессу. Но благодаря вмешательству агента ГПУ удалось избежать задержки.
6 октября Галлахер прибыл в Одессу. Он планировал на пароходе "Чичерин" доставить груз в Константинополь и передать представителям Ватикана. Однако выяснилось, что "Чичерин" задерживается в Константинополе из-за эпидемии холеры. Галлахеру пришлось три недели ждать в Одессе.
Наконец, 27 октября "Чичерин" прибыл в Одессу и на следующий день Галлахер отправился в путь. По прибытии в Константинополь ему при помощи турецкого посла удалось без задержек провести дипломатический груз через таможню. 4 ноября останки блаженного Андрея были переданы представителям Ватикана и отправлены в Италию .
После канонизации Андрея Боболи в 1938 году его тело было перевезено в Варшаву, в 1988 году помещено в варшавском храме святого Андрея Боболи.

## Почитание
Почитание святого было широко распространено в Речи Посполитой, оттуда перешло и в другие европейские страны. С начала XVIII века к могиле Андрея Боболи в Пинске проходили паломничества. В 1755 году папа Бенедикт XIV провозгласил его мучеником. Андрей Боболя беатифицирован 30 октября 1853 года папой Пием IX, канонизирован 17 апреля 1938 года папой Пием XI. В том же году президент Польши Игнаций Мосцицкий посмертно наградил святого крестом Независимости.
В 1958 году папа Пий XII издал энциклику «Invicti athletae Christi» по поводу 300-летия гибели святого.
Андрей Боболя считается одним из небесных покровителей Польши и Белоруссии и чествуется как главный покровитель Пинской римско-католической епархии. День памяти — 16 мая.